# فترة إشعار
فترة الإشعار أو فترة الإنذار هي الفترة الزمنية بين استلام الموظف إشعار فصل من الخدمة وبين آخر يوم عمل؛ حيث يتوجب أن يعطي صاحب العمل الموظف قبل انتهاء علاقة العمل بينهما. من ناحية أخرى، ثمة فترة إشعار قد يتطلبها صاحب العمل من الموظف بناءً على استقالته ورغبته في إنهاء علاقة العمل، أي أنها المدة الزمنية بين تاريخ الاستقالة وتاريخ آخر يوم عمل.
تختلف هذه المدة من شركة إلى أخرى وفقاً لقوانينها الداخلية، ومن دولة إلى أخرى وفقاً لقوانين العمل المتّبعة. ففي المملكة المتحدة تعتمد فترة الإشعار على عدد سنوات العمل في الشركة، وهي على النحو التالي:
- إذا كانت مدة عمل الموظف في الشركة تتراوح بين شهر وسنتين، يجب أن تكون فترة الإشعار أسبوع واحد على الأقل.
- إذا كانت مدة عمل الموظف في الشركة تتراوح بين سنتين و12 سنة، يجب أن تكون فترة الإشعار أسبوع واحد لكل سنة.
- إذا تجاوزت مدة عمل الموظف في الشركة 12 سنة، يجب أن لا تقل فترة الإشعار عن 12 أسبوعاً.

تعتبر هذه الفترات حدود دنيا، إذ قد يتفق صاحب العمل على منح الموظف فترة أطول في حالة إقالته من العمل لإعطاءه فرصة إيجاد وظيفة بديلة.
أما في الولايات المتحدة، ولأن القانون يسمح لأصحاب العمل بالاستغناء عن خدمات الموظفين لأي سبب كان، فلا يشترط القانون أي فترة إشعار، لكن عملياً، يمنح الموظفون عادةً فترة أسبوعين.